# 水資源開発促進法
水資源開発促進法（みずしげんかいはつそくしんほう、昭和36年11月13日法律第217号）は、水資源の開発促進等に関する日本の法律である。
1961年（昭和36年）11月13日に公布。